# Amina Benbouchta
Pour les articles homonymes, voir Benbouchta.
Amina Benbouchta, née le 24 décembre 1963 à Casablanca au Maroc, est une artiste peintre, photographe et artiste d'installation marocaine. Ayant étudié au Canada et à Paris, elle est reconnue internationalement pour ses œuvres d'art contemporaines, basées principalement sur les questions sociales liées au genre. Également journaliste, elle dirige le magazine de mode et de culture Les Aligés. Elle est aussi cofondatrice du collectif 212 d'artistes et de conservateurs de musées qui se consacrent au soutien de l'art contemporain au Maroc.

## Biographie

### Jeunesse, études d'anthropologue
Amina Benbouchta naît à Casablanca, au Maroc, le 24 décembre 1963,. Elle est la fille d'un Marocain et d'une Française, double origine qui marque son enfance et qui se ressent dans ses œuvres. Elle commence la peinture à 15 ans, initiée par Jacques Alérini. Elle effectue ses études supérieures au Canada, où elle obtient son diplôme de l'Université McGill à Montréal, se spécialisant en anthropologie et en études du Moyen-Orient.

### Carrière artistique
Elle commence à exposer en 1986 et essaye différentes formes d'expression artistique comme le dessin, la lithographie et la gravure. En 1988 et pendant les deux années suivantes, elle suit comme auditeure libre les cours d'art à l'École nationale supérieure des beaux-arts de Paris. 
Pendant les années 1990, Amina Benbouchta dirige le magazine de mode et de culture Les Alignés. Elle aussi la cofondatrice du Collectif 212, un groupe de conservateurs et d'artistes soucieux de soutenir l'art contemporain émergent au Maroc,. Les autres membres fondateurs sont Hassan Echair, Safâa Erruas, Jamila Lamrani, Imad Mansour, Myriam Mihindou et Younès Rahmoun.
Elle effectue en 1997 sa première installation artistique à l'Hôpital des Enfants Maladies de Rabat, au Maroc. En 2004, elle réalise la deuxième expérience de ce type au Musée de Marrakech : Maroc-France, expériences croisées. Elle termine en 2008 sa troisième installation au château de Dénia à Dénia en Espagne,.
Ses œuvres sont exposées dans des institutions de plusieurs pays, de la Biennale du Caire en 1993 au Musée national des femmes et des arts de Washington DC, aux États-Unis, en 1997. Ses plus récentes expositions collectives et personnelles se tiennent à Rabat, au Maroc. Elle expose principalement au Maroc, en Espagne et en France. Elle commence à fréquenter des foires d'art en 2008 à Marrakech.
À travers ses peintures, ses installations artistiques et ses photographies, elle s'appuie sur ses études anthropologiques pour présenter une réflexion sur les objets du quotidien, sur l'humain et sur son environnement socio-culturel. Elle a également pour but d'intégrer les questions sociales lié au genre dans son art. Avec « ses objets rayonnants de couleurs et de gestualité débridée », Amina Benbouchta préfère cependant mettre en avant son point de vue plutôt que ses œuvres, et son identité multiple plutôt que son orientation sexuelle.